# Eisbergorder
Eine Eisbergorder (auch Eisberg-Order, englisch iceberg order) ist eine limitierte Wertpapierorder (Kauf- oder Verkaufsauftrag) an einer Computerbörse, bei der das tatsächliche Handelsvolumen im offenen Orderbuch nicht ersichtlich ist, sondern nur ein kleiner Bruchteil davon. 

## Allgemeines
Besonders institutionelle Anleger (z. B. Banken und Versicherungen) bedienen sich dieses Instrumentes, denn dadurch vermeiden sie eine abschreckende Wirkung auf andere Marktteilnehmer und reduzieren die Gefahr einer starken Kursbewegung (Volatilität).

## Funktionsprinzip
Wenn beispielsweise ein Börsenhändler im Auftrag seines Kreditinstituts 100.000 Aktien des Unternehmens U für den Kurs 65 verkaufen möchte, aber nur maximal ein Volumen von 1.000 Aktien im Orderbuch sichtbar machen will, so stellt er eine Eisbergorder über die 100.000 Stück mit Verkaufslimit 65 und maximal sichtbarer Ordergröße 1.000 Stück ein. Die erste Teilorder seiner Eisbergorder wird als „1.000 Stück 65 Geld“ im Orderbuch sichtbar. Kommt nun von einem anderen Marktteilnehmer beispielsweise eine Kauforder über 2.500 Stück mit Limit 70 dazu (im Orderbuch: „2.500 Stück 70 Brief“), so kann dieser Kauf sofort ungestückelt vollzogen werden. Danach bleibt eine Teilorder „1.000 Stück 65 Geld“ im Orderbuch so lange, bis das gesamte Volumen der Eisbergorder abgearbeitet ist. Dabei kann die letzte Teilorder je nach ungehandelt gebliebenem Restvolumen auf eine Stückzahl zwischen 1 und 1.000 lauten.

## Regulatorische Einordnung
Die deutsche Futures-Börse Eurex ordnet Eisbergorders strikt als kennzeichnungspflichtigen (algorithmischen) Hochfrequenzhandel ein und geht gegen Händler vor, welche Eisbergorders oder Eisberg-Handelssysteme ohne entsprechende Anzeige nach § 80 Abs. 2 WpHG oder BaFin-Erlaubnis nach § 1 Abs. 1a Nr. 4d KWG nutzen. Andere Börsen ordnen die Eisbergorder explizit nicht als (algorithmischen) Hochfrequenzhandel ein.
In der juristischen Fachliteratur wurde die Frage nach der regulatorischen Einordnung der Eisbergorders noch nicht abschließend geklärt.
Es gibt jedoch vereinzelt Stimmen aus Literatur und Praxis, die in der Regulierung des (algorithmischen) Hochfrequenzhandels durch den europäischen und deutschen Gesetzgeber einen zu strengen und praxisfremden aufsichtsrechtlichen Rahmen sehen. In der Folge einer dementsprechenden, weniger strikten Auslegung sollen Eisbergorders sodann nicht mehr in den Anwendungsbereich des (algorithmischen) Hochfrequenzhandels fallen.

## Sonstiges
Deutschen Privatanlegern ist es kaum möglich, eine solche Eisbergorder auf der Computerbörse Xetra zu enttarnen, da sie über keinen direkten Zugang zu Xetra verfügen und die Marktentwicklung nicht so intensiv wie institutionelle Anleger beobachten können.